# Claes J.B. Löfgren
Claes Johan Bertil Löfgren, känd som Claes J.B. Löfgren, född 9 maj 1952 i Linköping men uppväxt i Laxå, är en svensk TV-journalist, författare och filmare. Han började arbeta på Sveriges Television 1993, där han är utrikesreporter med inriktning på Mellanöstern, Afrika och Ryssland. Åren 2009 och 2010 var han SVT:s utrikeskorrespondent i Moskva.
Löfgren har rapporterat direkt från en rad olyckshärdar som tsunamikatastrofen i Sydostasien, jordbävningen i Bam och jordbävningen på Haiti.

## Regi
- 2005 – Styckmordet (Berättelsen om en rättsskandal)
- 1993 – Kongomajoren